# 보나파르트파
보나파르트파(프랑스어: Bonapartistes)는 19세기 프랑스의 정파다.
나폴레옹 1세가 몰락해서 엘바섬에 유배되었을 때부터 나폴레옹 복벽파로서 형성되었다. 이후 나폴레옹의 탈출과 소위 백일천하라는 일시 재집권에 협조하였고, 백일천하 와중이었던 1815년 프랑스 입법부 선거에서 80여 석을 얻었다. 그러나 나폴레옹 1세가 최종적으로 몰락하고 부르봉 복고왕정에 의해 해산당했다. 
1851년 프랑스 쿠데타로 나폴레옹 3세가 집권하자 보나파르트파는 근대적인 정당으로 변모했으며 나폴레옹 3세를 익찬하는 여당으로서 이후 4회의 선거에 걸쳐 연속 압도적 다수석을 점하였다. 그러나 1870년 나폴레옹 3세가 보불전쟁의 패배로 몰락하자 이듬해 선거에서 크게 참패하였다. 1876년 선거에서 재기하여 1880년대까지 주요 정파로서 영향력을 유지했다. 그러나 1879년 나폴레옹 3세의 외아들 외젠 보나파르트가 줄루 전쟁에서 전사하면서 당의 결집이 흔들렸고, 1889년 보수결집동맹으로 합당하면서 해산되었다.

## 역대 선거 결과
| 선거                     | 득표수                   | 득표율                   | 의석                     | +/–                      | 영수                        |
| 프랑스 대의원 (백일천하) | 프랑스 대의원 (백일천하) | 프랑스 대의원 (백일천하) | 프랑스 대의원 (백일천하) | 프랑스 대의원 (백일천하) | 프랑스 대의원 (백일천하)    |
| ------------------------ | ------------------------ | ------------------------ | ------------------------ | ------------------------ | --------------------------- |
| 1815년                   | 4,230 (제2당)            | 12.7%                    | 80 / 630                 | New                      | 뤼시앵 보나파르트           |
| 프랑스 대의원            |                          |                          |                          |                          |                             |
| 1852년                   | 5,218,602 (제1당)        | 86.5%                    | 253 / 263                | 253                      | 아돌프 빌로                 |
| 1857년                   | 5,471,000 (제1당)        | 89.1%                    | 276 / 283                | 23                       | 샤를 드 모르니              |
| 1863년                   | 5,355,000 (제1당)        | 74.2%                    | 251 / 283                | 25                       | 샤를 드 모르니              |
| 1869                     | 4,455,000 (제1당)        | 55.0%                    | 212 / 283                | 39                       | 에밀 올리비에/아돌프 뷔트리 |
| 프랑스 국민의회          |                          |                          |                          |                          |                             |
| 1871년                   | 불명 (제5당)             | 3.1%                     | 20 / 630                 | 192                      |                             |
| 1876년                   | 1,056,517 (제3당)        | 14.3%                    | 76 / 533                 | 76                       | 나폴레옹제롬 보나파르트     |
| 프랑스 대의원            |                          |                          |                          |                          |                             |
| 1877년                   | 1,617,464 (제2당)        | 20.0%                    | 104 / 521                | 28                       | 조르주외젠 하우스만         |
| 1881년                   | 610,422 (제3당)          | 8.7%                     | 46 / 545                 | 58                       | 조르주외젠 하우스만         |
| 1885년                   | 888,104 (제4당)          | 11.2%                    | 65 / 584                 | 19                       |                             |
| 1889년                   | 715,804 (제5당)          | 9.0%                     | 52 / 578                 | 13                       |                             |